# Naturschutzgebiet Oberes Schweimecketal
Das Naturschutzgebiet Oberes Schweimecketal ist ein 10,99 ha großes Naturschutzgebiet (NSG) nordöstlich von Hildfeld im Stadtgebiet von Winterberg. Das Gebiet wurde 2008 mit dem Landschaftsplan Winterberg durch den Hochsauerlandkreis als (NSG) ausgewiesen.

## Beschreibung
Das NSG umfasst das obere Schweimecketal. Die Quelle der Schweimecke liegt knapp außerhalb des NSG. Der obere Teil des NSG ist mit einem Rotbuchenwald bedeckt. Der Rest des NSG ist mit Grünland bedeckt. Das Grünland ist teils intensiver genutzt und zum Teil Magerweiden und Nassgrünland mit Quellsümpfen. Im Nassgrünland finden sich Wollgras und größere Orchideenbestände. Das Grünland wird mit Rindern beweidet.

## Schutzzweck
Das NSG soll Wald und Grünland mit seinem Arteninventar schützen. Wie bei allen Naturschutzgebieten in Deutschland wurde in der Schutzausweisung darauf hingewiesen, dass das Gebiet „wegen der Seltenheit, besonderen Eigenart und Schönheit des Gebietes“ zum Naturschutzgebiet erklärt wurde.